# Episodi di Bosch (seconda stagione)
La seconda stagione della serie televisiva Bosch, composta da dieci episodi, è stata interamente resa disponibile negli Stati Uniti dal servizio di streaming di Amazon l'11 marzo 2016.
In Italia, la stagione è stata pubblicata su Amazon Video tra aprile e maggio 2017. In chiaro è andata in onda su TOP Crime dal 24 ottobre al 21 novembre 2018.
| n° | Titolo originale        | Titolo italiano                | Pubblicazione USA | Pubblicazione Italia |
| -- | ----------------------- | ------------------------------ | ----------------- | -------------------- |
| 1  | Trunk Music             | Musica dura                    | 11 marzo 2016     | aprile/maggio 2017   |
| 2  | The Thing About Secrets | I segreti hanno le gambe corte | 11 marzo 2016     | aprile/maggio 2017   |
| 3  | Victim of the Night     | Vittima della notte            | 11 marzo 2016     | aprile/maggio 2017   |
| 4  | Who's Lucky Now?        | La fortuna gira                | 11 marzo 2016     | aprile/maggio 2017   |
| 5  | Gone                    | Andato                         | 11 marzo 2016     | aprile/maggio 2017   |
| 6  | Heart Attack            | Attacco di cuore               | 11 marzo 2016     | aprile/maggio 2017   |
| 7  | Exit Time               | Tempo di uscire                | 11 marzo 2016     | aprile/maggio 2017   |
| 8  | Follow the Money        | Segui il denaro                | 11 marzo 2016     | aprile/maggio 2017   |
| 9  | Queen of Martyrs        | Signora dei martiri            | 11 marzo 2016     | aprile/maggio 2017   |
| 10 | Everybody Counts        | Tutti sono importanti          | 11 marzo 2016     | aprile/maggio 2017   |

## Musica dura
- Titolo originale: Trunk Music
- Diretto da: Alex Zakrzewski
- Scritto da: Eric Overmyer

### Trama
Trascorsi sei mesi dall'aggressione a Pounds, Harry Bosch torna in servizio. Al detective è assegnato un nuovo partner, l'ispanico Ignacio Ferras, oltre al fidato Edgar. Il loro primo incarico consiste nello stanare Chilton Hardy, un molestatore serial killer, che si nascondeva in casa sua camuffato da anziano bisognoso di ossigeno. Scoperto da Bosch, Chilton si dà alla fuga ed è braccato dallo stesso detective, grazie agli allenamenti di corsa a cui si è sottoposto durante il periodo di inattività. Bosch fa la conoscenza di Larry Gandle, il nuovo capitano che ha preso il posto di Pounds, spedito alla sezione dei furti d'arte. O'Shea sta riuscendo a far funzionare l'alleanza tra Irving e Ott nella corsa a sindaco, con il reverendo che invita entrambi alla gremita messa domenicale per catturare voti.
Ray Powers, un giovane poliziotto, rinviene un corpo dentro il bagagliaio di una macchina che da due giorni stazionava su Mulholland Drive. Il cadavere appartiene a Tony Allen, famoso impresario nel settore della pornografia, un omicidio che Bosch ritiene essere da "musica dura", vale a dire commesso dal crimine organizzato. Bosch ed Edgar vanno a parlare con Veronica Allen, la vedova di Tony, che riferisce di essere consapevole dei numerosi tradimenti da parte del marito, accettati in quanto ravvivavano un matrimonio ormai spento. Veronica ha conosciuto Tom perché da giovane lavorava come attrice porno, con il nome d'arte di Randi. Nella sicurezza della lussuosa villa degli Allen lavora Carl Nash, un ex detective di polizia che Bosch conosce. Tagliato fuori da Bosch nelle indagini, Ferras riesce a trovare 245000 $ nascosti in uno scomparto segreto dell'automobile di Allen. Dopo l'episodio del fermo di Waits, George Irving è passato a lavorare in incognito nella squadra narcotici e fa coppia con l'enigmatico detective Eddie Arceneaux.
Andati a perlustrare l'ufficio di Tony Allen, Bosch ed Edgar scoprono delle cimici installate nel computer portatile della vittima. Dalle riprese si osservano degli uomini, chiaramente professionisti, che la notte tra sabato e domenica hanno ripulito la stanza, quando presumibilmente Allen era già stato ucciso a Mulholland Drive.

## I segreti hanno le gambe corte
- Titolo originale: The Thing About Secrets
- Diretto da: Alex Zakrzewski
- Scritto da: Eric Overmyer e Tom Bernardo

### Trama
Bosch ed Edgar scoprono che a ripulire l'ufficio di Tony è stata l'FBI. I due detective si recano dall'agente speciale Jay Griffin, il quale dichiara che Allen era un loro sorvegliato e non è intenzione dei federali condividere alcunché con la polizia, poiché si tratta di un importante caso di sicurezza nazionale. La scientifica identifica diverse impronte maschili sui risvolti della giacca di Tony, ricostruendo le modalità con cui probabilmente è stato aggredito. Bosch è contattato da Keisha Russell, giornalista del Times che sta seguendo il caso Allen. La Russell asserisce di essere stata contattata da una donna che sa qualcosa a proposito del delitto della madre di Bosch. Arceneaux porta George in una lavanderia, usata per riciclare denaro che viene nascosto sotto le camicie.
Edgar scova un aspetto importante del passato di Tony. Il suo vero cognome era Atvakian, cambiato quando ha compiuto ventun'anni, il che significa che ha cercato di camuffare la sua origine armena. Stanlio e Ollio forniscono ai colleghi dettagli importanti sulle attività della mafia armena, ben ammanicata con organizzazione estremiste dell'Est, di cui Tony era evidentemente un componente importante. Billetts confida a Bosch che è stata lasciata dalla fidanzata. O'Shea non ha ancora annunciato la sua candidatura a sindaco, indispettendo Irving che non sa cosa stia aspettando a uscire allo scoperto. Irving è invece convocato dall'attuale sindaco, Hector Ramos, il quale gli chiede di sostenerlo perché vuole portare avanti una politica di riconciliazione tra ispanici e afroamericani, non escludendo di potergli offrire lo stesso posto da capo della polizia che gli hanno promesso O'Shea e Ott. Billets manda Bosch a Las Vegas per indagare sull'ultimo soggiorno di Tony, un'occasione per il detective di stare qualche giorno con la figlia Maddie. Prima di partire, Bosch incontra Veronica Allen che dice di sospettare circa i traffici di denaro sporco che suo marito intratteneva con la gang armena. Inoltre, il detective è messo in guardia da Irving sull'importanza che le indagini potrebbero rivestire per entrambi.
Bosch si dirige verso Las Vegas, focalizzando lo sguardo su "Vittime della sera", film erotico prodotto da Tony Allen in cui recitava la moglie Veronica.

## Vittima della notte
- Titolo originale: Victim of the Night
- Diretto da: Pieter Jan Brugge
- Scritto da: Diane Frolov e Andrew Schneider

### Trama
Bosch parla con Hank Myers, direttore dell'hotel Mirage in cui ha alloggiato Allen la notte della sua morte, riscontrando scarsa volontà di collaborare alle indagini. Non altrettanto egoista è invece il dipartimento di polizia di Las Vegas che mette a disposizione di Bosch il detective John Iverson. Maddie confida a Bosch che al momento il suo sogno nel cassetto è quello di diventare poliziotta. Chiacchierando con la figlia, Bosch viene a sapere che ultimamente il suo patrigno Reggie sta trascurando molto la famiglia. Irving sprona George a continuare le sue indagini nel narcotraffico, sfruttando il fatto di essere suo figlio per poter accedere ai dossier più riservati, pur mantenendo l'apparenza di un rapporto padre-figlio conflittuale. Intervistando i conoscenti di Veronica, Edgar si fa l'idea di una donna manipolatrice che ha tramato nell'ombra per raggiungere i suoi obiettivi. Billets incontra Julia Brasher, attualmente assegnata a un'altra divisione, raccontandole quanto per le donne come loro sia stato difficile riuscire a costruire una posizione dentro la polizia.
Iverson indirizza Bosch verso Joey Marks, gangster armeno che potrebbe avere qualcosa a che fare con la morte di Tony. Bosch si presenta nel locale di strip-tease frequentato da Tony, dove la sera dell'omicidio si era intrattenuto con la spogliarellista Layla. Le domande di Bosch indispettiscono Luke "Lucky" Rykov, il proprietario del locale, il quale lo convoca nel suo ufficio per minacciarlo di non ficcare il naso nei suoi affari. Rykov nega qualsiasi collegamento con Marks e con la morte di Tony Allen, ma quando Bosch lascia la stanza l'uomo alza la cornetta e parla con qualcuno in armeno. Analizzando i video dell'ultima notte di Tony al casinò, Bosch si preoccupa quando vede che in un'occasione ha giocato contro Eleanor. Irving annuncia il proprio sostegno a O'Shea nella corsa a sindaco. Ramos non pare sorpreso di questa mossa, avendola preventivata, e si dice pronto a replicare.
Bosch affronta l'argomento Tony Allen con Eleanor. L'ex moglie si difende, affermando che nel loro settore è normale familiarizzare con gli avversari. Bosch replica di essere molto preoccupato per la sua salute psicofisica, riferendo ciò che gli ha racconto Maddie a proposito del ménage familiare con Reggie. Evidentemente colta nel vivo, Eleanor invita Bosch a togliere il disturbo.

## La fortuna gira
- Titolo originale: Who's Lucky Now?
- Diretto da: Christine Moore
- Scritto da: Tom Smuts

### Trama
Bosch è svegliato nel cuore della notte da Iverson che gli comunica l'ottenimento di un mandato di perquisizione per la casa di Rykov, le cui impronte sono state trovate sulla giacca di Tony. Per l'arresto di Rykov sono mobilitati addirittura le SWAT, indispettendo Bosch che non è così convinto della sua colpevolezza e pensa che il dipartimento di Las Vegas stia sfruttando il suo caso per incriminarlo a ogni costo. Bosch trova una pistola nascosta nello sciacquone del gabinetto, dando l'assist a Iverson per mettere Rykov in stato di fermo. In centrale si trova anche Eleanor, convocata per fornire spiegazioni circa i suoi rapporti con Tony. John Felton, il capitano della polizia di Las Vegas, impone a Bosch che l'indagine sulla morte di Tony Allen sia congiunta con i colleghi di Los Angeles. Arceneaux presenta a George la sua amica "Mo" O'Grady, una collega della narcotici che può essere loro utile nei casi più delicati. Edgar apprende che Tony Allen era cugino di Joey Marks, un gangster armeno che ha contatti con le più pericolose organizzazioni terroristiche al mondo, alcune delle quali ben radicate nel territorio americano.
Rykov accusa Bosch di aver messo lui la pistola con cui è stato incastrato, smentendo di essere l'assassino di Tony. Bosch è raggiunto da Joey Marks che accusa la polizia di Las Vegas di incolpare ingiustamente Rykov dell'omicidio di suo cugino. Eleanor confessa a Bosch di essersi indebitata con gente poco raccomandabile per coprire i debiti di gioco. Bosch torna a Los Angeles, dove Irving deve far fronte al malcontento dei poliziotti che non vedono di buon occhio il suo endorsement a O'Shea. L'analisi balistica rivela che la pistola non è identificabile, tuttavia risulta chiaro come si tratti dell'arma del delitto. Rykov è inchiodato da un volo che ha preso la notte dell'omicidio. Irving va su tutte le furie quando il sergente Tenzer, sostenitore del sindaco uscente Ramos, ha autorizzato senza il suo permesso un posto di blocco con l'etilometro fuori da una raccolta fondi per O'Shea. Veronica riferisce che i rapporti tra Tony e Joey erano parecchio difficili, nonostante il cugino del marito fosse un importante investitore dei suoi film.
Nash, l'ex detective ora impiegato nella sicurezza degli Allen, comunica a qualcuno che Bosch ed Edgar sono passati dalla vedova. I due poliziotti non si accorgono di essere pedinati da una macchina.

## Andato
- Titolo originale: Gone
- Diretto da: Ernest Dickerson
- Scritto da: William N. Fordes

### Trama
Nash si presenta in centrale per dichiarare di aver assistito a un litigio in casa Allen tra Tony e un uomo, appartenente alla mafia, che identifica come Joey Marks. Bosch ed Edgar vanno a Las Vegas, dove è stata calendarizzata l'udienza per l'estradizione di Rykov in California. In attesa del tribunale, i due detective si mettono a cercare la ballerina Layla, scoprendo che il suo appartamento è vuoto da diverso tempo e di lei non si hanno più notizie. Grazie alla dritta di una sua conoscente, Bosch ed Edgar finiscono in un bordello di ragazze in cui ha vissuto Layla, fino a quando un cliente non si è innamorato di lei e l'ha portata via. Bosch riceve una telefonata in cui gli viene comunicato che Eleanor e Maddie, uscite per fare compere, sono state rapite da uomini di Marks. Irving chiede a George di entrare nel clan di Mo, da cui entrambi possono ricavare notevoli vantaggi.
Marks lascerà andare Eleanor e Maddie soltanto se Bosch, una volta ricevuto in custodia Rykov, lo consegnerà a lui. Bosch ovviamente non intende sottostare a questo ricatto, visto che Marks vuole sbarazzarsi di Rykov per salvarsi la pelle, e grazie alla app di localizzazione installata da Eleanor sul cellulare di Maddie riesce a individuarle in un casolare nel deserto. Con l'aiuto di Edgar, Bosch mette al tappeto "Tom & Jerry", i fratelli samoani responsabili del sequestro. Mentre Eleanor e Maddie vengono condotte a Los Angeles, dove staranno nascoste a casa di Bosch finché la situazione non si risolverà, il detective ed Edgar si occupano di scortare fino a Los Angeles l'estradato Rykov. Nel frattempo, George ha partecipato con successo a un raid nel quartiere controllato dai latinos, guadagnando la stima di Mo ed entrando a far parte del suo gruppo. Con sorpresa si scopre che il capo di questo clan altri non è che Nash, il quale vuole che George si sottoponga a un rituale di iniziazione prima della sua definitiva ammissione. Questo rituale consiste nel cosiddetto "rodeo di ferro", vale a dire salire a bordo di una pompa per l'estrazione del petrolio e "domarla" come fosse un cavallo.
Mentre George si sottopone al rodeo, Nash ordina a Mo di ispezionare i suoi effetti personali. La donna trova una cimice dentro l'orologio, con Irving che osserva la scena dalla macchina.

## Attacco di cuore
- Titolo originale: Heart Attack
- Diretto da: Adam Davidson
- Scritto da: Diane Frolov e Andrew Schneider

### Trama
In attesa di capire cosa fare con Eleanor e Maddie, Bosch chiede alla figlia di venire a lavorare qualche giorno in centrale come stagista. Bosch ed Edgar vengono chiamati in prigione, poiché l'avvocato di Rykov starebbe spingendo per il patteggiamento. In realtà la situazione è completamente diversa, tanto che viene loro rivelata una verità inattesa. Rykov infatti non è un malavitoso, bensì un agente sotto copertura che stava spiando da vicino gli affari di Joey Marks. Quindi, la pistola che Bosch ha trovato nella sua casa di Las Vegas è stata messa da qualcuno che voleva incastrarlo. Incassato il colpo, Bosch ed Edgar interrogano Marina Oresh, un'amica di Layla che le ha fatto da garante per l'ottenimento del visto turistico. Marina è coinvolta nel giro di prostituzione messo in piedi da Marks e afferma di non sapere più nulla di Layla. George e Arceneaux si fermano al minimarket dove sono soliti rifornirsi di cibo e bevande. Essendo Arceneaux alla guida, è George a scendere dalla macchina per andare ad acquistare una birra al partner. George non si accorge che nel minimarket è entrato un uomo incappucciato, il quale gli spara due colpi, uccidendo lui e il proprietario del locale prima di darsi alla fuga.
Chiamato sulla scena della sparatoria, Irving non era preparato a ricevere la notizia che suo figlio è la vittima. Nonostante il dolore della grave perdita subita, Irving vuole visionare i video delle telecamere che hanno ripreso l'intera sequenza della tragedia. Dopodiché partecipa a un summit della polizia in cui si riferisce dell'indagine sotto copertura che George stava conducendo per conto degli affari interni, volta a incastrare alcuni agenti corrotti della narcotici come il suo stesso partner Arceneaux e l'enigmatica Mo. Ben consapevole che sta per essere tagliato fuori dall'indagine riguardante il figlio, Irving rientra a casa e dà la terribile notizia alla moglie Connie. La radio della polizia annuncia l'ultimo servizio di George Irving. Nash vuole che Arceneaux si prende qualche giorno di riposo, facendo di tutto per evitare di dover testimoniare. Uscita per prendere una boccata d'aria, Eleanor incontra al parco l'ex collega dell'FBI Griffin che le propone di spiare Bosch, in cambio il suo fascicolo verrà ripulito e potrà tornare a lavorare come profiler per qualche agenzia. Dalla Bibbia trovata in casa di Layla, Bosch ed Edgar risalgono alla Chiesa cattolica armena che la ragazza era solita frequentare. Padre Tabakian afferma che ultimamente Layla gli aveva confidato di avere un matrimonio in cantiere, ma non di averla più vista. I due detective se ne vanno, ignorando che Padre Tabakian tiene nascosta Layla in canonica nell'attesa che ottenga il visto per potersene andare.
Connie accusa il marito della morte di George, non avendo fatto abbastanza per proteggere il figlio dai pericoli del loro lavoro, nonostante l'operazione in cui ha perso la vita gli avrebbe consentito di ottenere un rapido avanzamento di carriera. Eleanor rivela a Bosch cosa le ha proposto Griffin, ricevendo il suggerimento di fare il doppiogioco. I sospetti della polizia si indirizzano su Veronica Allen, la quale potrebbe aver ucciso il marito per la sua storia con Layla. Nessuno sa però che è Veronica ad avere una tresca, per l'esattezza con Nash.

## Tempo di uscire
- Titolo originale: Exit Time
- Diretto da: Kevin Dowling
- Scritto da: Tom Smuts e Tom Bernardo

### Trama
Al termine del funerale di George, Irving avverte Arceneaux che non potrà sfuggire all'infinito alla giustizia e la verità sulla morte di suo figlio presto o tardi verrà fuori. Dall'analisi del GPS del cellulare di Tony Allen risulta che l'uomo si è fermato per due minuti in un punto a Mulholland Drive non troppo lontano da dove è stato rinvenuto il suo cadavere. Nash è impaziente di vivere il suo amore con Veronica, ma la donna puntualizza che bisogna attendere l'omologazione del testamento di Tony.
Costretto a soggiornare in albergo perché Connie non lo vuole in casa con sé, Irving vuole che Bosch lavori insieme a lui nelle indagini sulla morte di George, sostenendo che le alte sfere della polizia stiano tramando contro di lui per non intaccare la campagna elettorale. Bosch sonda il terreno con Coniff ed Espinosa, i detective degli affari interni che stanno formalmente indagando su Arceneaux, agendo di nascosto per incontrare il partner di George a loro insaputa. Arceneaux fa il nome di Carl Nash come mandante dell'omicidio del figlio di Irving, il cui killer è l'agente della narcotici Nick Reilly. Bosch fa il nome di Nash a Coniff, affinché possano ottenere un mandato di perquisizione per casa sua, precedentemente ispezionata da Irving e dallo stesso Bosch che vi avevano trovato fotografie scattate di nascosto a Tony Allen. Questo proverebbe che l'omicidio dell'imprenditore è avvenuto su commissione, reato che prevede la pena di morte.
Violando gli accordi presi con Irving e Bosch, Arceneaux racconta a Nash di essere stato interrogato da costoro e del ricatto cui lo hanno costretto a sottostare. Quella sera, eludendo la sorveglianza all'esterno dell'abitazione di Arceneaux, Mo vi si introduce e si sente un sparo.

## Segui il denaro
- Titolo originale: Follow the Money
- Diretto da: Alex Zakrzewski
- Scritto da: William N. Fordes e Joe Gonzalez

### Trama
Coniff ed Espinosa sono propensi a classificare la morte di Arceneaux come un suicidio, ipotesi rafforzata dalle pressioni che Bosch avrebbe esercitato nei suoi confronti per essere condotto sulla pista Nash. Si scopre che costui fu allontanato dalla polizia con disonore, avendo mistificato numerosi rapporti. Bosch si confronta con Rykov, informandolo che con ogni probabilità è stato Nash a mettere la pistola trovata in casa sua. Rykov illustra al detective il funzionamento dei traffici di Marks, dove Tony aveva il compito di riciclare il denaro sporco. A un certo punto però Marks si eraaccorto che Tony gli sottraeva dei fondi per uso personale. Andati a perquisire la casa di Nash, i poliziotti trovano la cassaforte contenente le armi vuota e le fotografie di Tony sparite. Bosch è costretto a rivelare a Edgar la sua collaborazione con Irving, facendo storcere il naso al partner che la trova una cattiva idea. Griffin informa Eleanor che i vertici dell'FBI, soddisfatti del suo operato, provvederanno a ripulire il suo fascicolo e le consegna una lettera di referenze per aiutarla a reinserirsi nel settore.
Bosch ed Edgar decidono che è venuto il momento di forzare la situazione, presentandosi da Veronica per metterla in allarme su Nash quale principale sospettato dell'omicidio del marito. La donna fugge nascondendosi dentro il camion delle consegne di un corriere. Nello stesso momento il tribunale le ha accordato il diritto di amministrazione dei conti del defunto marito, quindi si precipita in banca a impossessarsi dei soldi che Tony teneva dentro una delle numerose cassette di sicurezza. Accortisi della fuga, Bosch ed Edgar si precipitano a raggiungerla, convinti che anche Nash stia facendo altrettanto e quindi potranno finalmente scoprire se la donna e il suo uomo della sicurezza siano alleati oppure concorrenti. Veronica apre la cassetta di sicurezza, restando basita nel trovare al suo interno solamente alcuni autoscatti di Tony con Layla. All'esterno della banca confluiscono Bosch ed Edgar, gli uomini di Marks e quelli di Nash. Nella susseguente sparatoria Marks perde la vita, mentre Nash e Mo vengono feriti. Il primo riesce a fuggire, mentre la seconda è tratta in arresto assieme a Veronica.
Irving arriva sul posto, chiedendo in modo concitato a Bosch cosa diamine sia accaduto.

## Signora dei martiri
- Titolo originale: Queen of Martyrs
- Diretto da: Phil Abraham
- Scritto da: Eric Overmyer e Tom Bernardo

### Trama
Bosch mostra all'esterrefatta Veronica le immagini delle telecamere della banca, dove si vede Layla recarsi alla cassetta di sicurezza di Tony il giorno dopo la sua morte. Liberata per assenza di prove, Veronica è contattata da Martin Weiss, l'avvocato di Joey Marks, che le offre il 50% dei proventi dei suoi traffici per chiudere qui la faccenda. Mo è piantonata in ospedale e si sta accordando con il procuratore per dare informazioni a proposito della squadra allestita da Nash. Costui intanto è riuscito a raggiungere Catherine Cass, un'amica veterinaria che vive in un posto isolato, l'ideale per continuare a nascondersi. Bosch ed Edgar iniziano a indagare sui titoli al portatore, una forma di investimento che sta ormai scomparendo, ma molto redditizia per riciclare denaro. Marks possedeva un nutrito portafoglio di questi titoli, del quale si sono perse le tracce.
Mo attribuisce a Reilly, il galoppino di Nash, la responsabilità dei delitti di George Irving ed Eddie Arceneaux. Bosch annuncia a Veronica che, una volta catturato Nash, dovrà testimoniare in tribunale. In quel momento Edgar installa il GPS sulla macchina della donna, così da poterla tenere d'occhio, accorgendosi che fuori dalla sua villa è parcheggiata la macchina dell'avvocato Weiss. Quest'ultimo mostra un interesse sessuale verso Veronica, la quale da par suo non si nega al corteggiamento. La polizia di Los Angeles punta a reinserire Rykov all'interno dell'organizzazione di Marks, poiché nei fatti la sua copertura non è ufficialmente saltata. Tenzer ha rassegnato le dimissioni e il sindaco Ramos offre a Irving il posto di capo della polizia. La morte di George ha ovviamente raffreddato l'interesse di Irving verso la tanto agognata carica, per cui accetta di essere nominato a interim e poter impiegare le risorse del dipartimento per indagare sulla tragedia del figlio. La traccia dei titoli al portatore conduce Bosch ed Edgar direttamente alla Chiesa armena, poiché è stato loro riferito che erano stati incassati da Padre Tabakian alcune settimane prima. Contemporaneamente, Veronica pretende che il prete glieli restituisca e, non ricevendo risposta positiva, lo uccide con un paio di forbici. Bosch ed Edgar arrivano quando Tabakian è ormai morto e arrestano Veronica.
Bosch sta assistendo in centrale alle dimissioni di Tenzer, quando suona il telefono. All'altro capo c'è Annette, una vecchia amica di sua madre, che sta per morire e ha necessità di vederlo per dirgli alcune cose importanti.

## Tutti sono importanti
- Titolo originale: Everybody Counts
- Diretto da: Tim Hunter
- Scritto da: Michael Connelly e Terrill Lee Lankford

### Trama
Annette racconta a Bosch che, la notte in cui sua madre morì, si trovava in compagnia di un affascinante cliente di nome Mitch. Quando trovò il cadavere dell'amica, Annette fece una telefonata anonima alla polizia, prima di fuggire e abbandonare il mondo della prostituzione. Bosch si reca al City Center Motel, dove la madre e Annette si prostituivano, chiedendo al proprietario di poter spulciare negli archivi della struttura. Qui scopre che nel 1980, anno successivo a quello in cui è morta sua madre, si verificarono ben due omicidi di donne. Bosch discute della faccenda con John Caffrey, il detective che all'epoca indagò sul caso, ricevendo l’indicazione che Mitch era un informatore della narcotici. Non avendo più bisogno di diventare capo della polizia, Irving è libero di rompere il patto con O'Shea e assestare il colpo definitivo alla sua campagna elettorale, facendo pervenire al Los Angeles Times il famigerato video della fuga di Waits che lo inchioda alle sue responsabilità. Bosch apprende con disgusto che Veronica Allen ha scelto come avvocato Honey Chandler, il procuratore con cui si scontrò nel caso Flores.
Edgar riesce a risalire, attraverso il numero di matrice di due delle pistole trovate in mano agli uomini di Nash, alla riserva di caccia di Canion Country. Bosch e il partner raggiungono il posto, dove è asserragliato Nash che non intende consegnarsi ed è quindi disposto a lottare fino all'ultimo sangue. Nello scontro a fuoco Nash rimane ferito e si lascia sfuggire una granata, mandando a fuoco la catapecchia e finendo ammanettato da Edgar. Bosch ha scoperto che Irving faceva parte della squadra della narcotici che aveva indagato sulla morte di sua madre. Per questa ragione, avendo mantenuto la promessa di catturare l'assassino di George, adesso Bosch vuole che il capo della polizia interceda presso le alte sfere per scoprire chi si nasconda dietro l’identità di Mitch.
Bosch riesce a rintracciare Mitch, uno sforzo purtroppo inutile perché costui è morto da un paio d'anni. Convinto che Mitch sia l'assassino di sua madre, Bosch non può far altro che sputare sulla sua tomba.